# 馬倫戈鎮區 (密歇根州)
馬倫戈鎮區（英語：Marengo Township）是位於美國密歇根州卡爾霍恩縣的一個行政鎮區。

## 地方資料
馬倫戈鎮區的面積為92.50平方千米，當中陸地面積為90.70平方千米，而水域面積為1.80平方千米。根據2020年美國人口普查的數據，當地共有人口2205人，而人口密度為每平方千米23.84人。